# Mythos Germania

De Duitse adelaar in de nazitijd

Mythos Germania is de naam van een 22 maanden durende tentoonstelling die in maart 2008 opende in Berlijn, direct naast het Holocaustmonument. De tentoonstelling behandelde de plannen van Derde Rijk-architect Albert Speer, die Berlijn wilde ombouwen tot de Welthauptstadt Germania. De tentoonstelling liep tot 31 december 2009.
De door Berliner Unterwelten gehouden tentoonstelling bestond uit een grote maquette van de nieuw te bouwen Duitse wereldhoofdstad voor 680.000 Berlijners, zoals architect Speer en Adolf Hitler die bedacht hadden. Het beoogde kroonjuweel van de stad was een 320 meter hoge hal waar 180.000 mensen in konden. Daar zou een koperen koepel op komen met de Duitse adelaar op de top. 
De stad is er nooit gekomen. Het uitbreken van de Tweede Wereldoorlog verstoorde het plan. Niettemin zijn er wel op verschillende plaatsen in Berlijn nog sporen van voorbereidingen ervoor te vinden.
De maquette werd oorspronkelijk niet gebouwd voor een tentoonstelling, maar voor de film Der Untergang van Oliver Hirschbiegel.